# باربرا بوش
باربرا بيرس بوش (الاسم قبل الزواج بيرس، 8 يونيو 1925-17 أبريل 2018) هي السيدة الأولى للولايات المتحدة منذ عام 1989 وحتى عام 1993 بصفتها زوجة جورج بوش الأب، الذي شغل منصب الرئيس الحادي والأربعين للولايات المتحدة، وأسست مؤسسة باربرا بوش لمحو الأمية الأسرية. كانت في السابق السيدة الثانية للولايات المتحدة منذ عام 1981 وحتى عام 1989. من بين أطفالها الستة جورج دبليو. بوش، الرئيس الثالث والأربعون للولايات المتحدة، وجيب بوش، الحاكم الثالث والأربعون لفلوريدا. هي وأبيجيل آدامز هما المرأتان الوحيدتان اللتان كانتا زوجة لرئيس أمريكي وأم لآخر.
ولدت باربرا بيرس في مستشفى بوث ميموريال في الجانب الشرقي الأدنى من مانهاتن. قابلت جورج هربرت واكر بوش في سن السادسة عشرة، وتزوج الاثنان في ري بنيويورك عام 1945، بينما كان في إجازة أثناء خدمته كضابط بحري في الحرب العالمية الثانية. ثم انتقلوا إلى تكساس في عام 1948، وهناك بدأ جورج حياته السياسية في وقت لاحق.

## عملها
عملت باربرا بوش خلال عهدها كسيدة أولى على نشر الوعي لمحو الأمية على مستوى عالمي فأسست «مؤسسة باربرا بوش لمحو الأمية الأسري».

## سنوات تكساس
بعد انتهاء الحرب، أنجب جورج وباربرا طفلهما الأول بينما كان جورج طالبًا في جامعة ييل. ومن المعروف أن أولى كلمات الطفل كانت «كيف حال باربرا؟»- عبارة كانت تسمع تكرارها من والدها يوميًا عند عودته من العمل. سرعان ما انتقلت العائلة الشابة إلى أوديسا، تكساس، حيث دخل جورج في مجال النفط. في سبتمبر 1949 تعرض والدا باربرا لحادث سيارة في نيويورك وقُتلت والدتها. كانت السيدة بوش في ذلك الوقت حاملًا بطفلها الثاني ونُصحت بعدم السفر لحضور الجنازة. عندما ولدت الطفلة، سُميت بولين روبنسون بوش تكريمًا لوالدة باربرا. انتقل آل بوش إلى منطقة لوس أنجلوس لبعض الوقت، ثم إلى مدلاند، تكساس عام 1950. انتقل آل بوش نحو 29 مرة خلال زواجهم. بمرور الوقت، بنى بوش مشروعًا تجاريًا في صناعة النفط وانضم إلى زملائه لبدء شركة زاباتا الناجحة. ربّت باربرا أطفالها بينما كان زوجها عادة بعيدًا في العمل. في عام 1953 توفيت ابنتهما، روبن، بسرطان الدم.
عندما ولدت ابنتهما دوروثي في أغسطس 1959، انتقلت عائلة بوش من مدلاند إلى هيوستن. في عام 1963 انتخِب جورج بوش رئيسًا للحزب الجمهوري في مقاطعة هاريس، في أول انتخابات له والتي أصبحت متعددة فيما بعد. في عام 1964 ترشح لأول مرة لمنصب سياسي بارز -عضو مجلس الشيوخ الأمريكي من ولاية تكساس. على الرغم من خسارته في الانتخابات، فالظهور الذي تلقته عائلة بوش وضع جورج وباربرا على الساحة الوطنية.

## الحياة السياسية
في عام 1966 انتخِب جورج بوش ممثلًا للولايات المتحدة في الكونغرس عن ولاية تكساس. ربّت باربرا أطفالها بينما كان زوجها يقوم بحملته وانضمت إليه من حين لآخر. على مدى السنوات التالية، انتخِب جورج بوش أو عُيِّن في عدة مناصب مختلفة في الكونغرس الأمريكي أو الفرع التنفيذي أو المناصب ذات الصلة بالحكومة، ورافقته باربرا بوش في كل حالة. باعتبارها زوجة لعضو في الكونغرس انغمست باربرا في مشاريع أثارت اهتمامها، تضمنت المشاريع مؤسسات خيرية وجمعيات نسائية جمهورية في واشنطن العاصمة. على الرغم من أن زوجها خسر في محاولته الثانية لمجلس الشيوخ في عام 1970، فقد عيُنه الرئيس ريتشارد نيكسون سفيرًا للولايات المتحدة لدى الأمم المتحدة، فتمكنت باربرا من البدء في تكوين علاقات في مدينة نيويورك مع دبلوماسيين بارزين. مع اشتداد فضيحة ووترغيت في عام 1973، طلب نيكسون من بوش أن يصبح رئيسًا للجنة الوطنية للحزب الجمهوري، نصحت باربرا زوجها برفض العرض بسبب المناخ السياسي القاسي، لكنه وافق على أي حال.
عيّن خليفة نيكسون، جيرالد فورد، بوش رئيسًا لمكتب الاتصال الأمريكي في جمهورية الصين الشعبية في عام 1974، وانتقل إليها آل بوش. استمتعت بالوقت الذي قضته في الصين وغالبًا ما ركبت الدراجات مع زوجها لاستكشاف المدن والمناطق التي زارها قلة من الأمريكيين. بعد ثلاث سنوات، استدعي بوش إلى الولايات المتحدة للعمل كمدير للاستخبارات المركزية خلال فترة حاسمة من عدم اليقين القانوني للوكالة. لم يُسمح له بمشاركة الجوانب السرية لعمله مع باربرا، نتيجة لذلك شعرت بالعزلة، إلى جانب تصورها أنها لم تحقق أهدافها مثلما فعلت النساء الأخريات في عصرها فغرقت في الاكتئاب.  لم تطلب المساعدة المهنية. بدلًا من ذلك، بدأت في إلقاء الخطب والعروض التقديمية حول الوقت الذي قضته في الصين المعزولة، وتطوعت في إحدى مستشفيات الحالات النهائية.
دافعت باربرا بوش عن خبرة زوجها وصفاته الشخصية عندما أعلن ترشحه لمنصب رئيس الولايات المتحدة عام 1980. أثارت ضجة عندما قالت إنها تؤيد تصديق تعديل الحقوق المتساوية وتؤيد حق الإجهاض، ما جعلها على خلاف مع الجناح المحافظ للحزب الجمهوري، بقيادة حاكم كاليفورنيا رونالد ريغان. كسب ريغان الانتخابات الرئاسية متفوقًا على زوجها، الذي قبل بعد ذلك دعوة ريغان ليكون نائبًا له، انتخِب الفريق في عام 1980.

### السيدة الثانية للولايات المتحدة
بقيت باربرا بوش سيدةً ثانيةً لثماني سنوات ما جعلها اسمًا معروفًا. بعد تشخيص إصابة ابنها بعُسر القراءة، اهتمت بقضايا محو الأمية وبدأت العمل مع العديد من منظمات محو الأمية المختلفة. أمضت الكثير من الوقت في البحث والتعلم عن العوامل التي ساهمت في الأمية -اعتقدت أن التشرد مرتبط بالأمية- وبُذلت الجهود لمكافحة كليهما. سافرت في جميع أنحاء البلاد والعالم، إما مع نائب الرئيس في رحلات رسمية أو بمفردها. في عام 1984 كتبت كتابًا للأطفال، قصة سي. فريد، الذي سرد مغامرات الأسرة مثلما رواها الكلب المدلل، سي. فريد. تبرعت بكل عائدات الكتاب للجمعيات الخيرية لمحو الأمية.
بحلول منتصف الثمانينيات من القرن العشرين، كانت بوش مرتاحة للتحدث أمام المجموعات، وتحدثت بشكل روتيني للترويج للقضايا التي تؤمن بها. اشتهرت بالتعبير عن روح الدعابة والذكاء المستنكر للذات. خلال الحملة الانتخابية الرئاسية عام 1984، تصدرت باربرا عناوين الصحف عندما قالت للصحافة إنها لا تستطيع أن تقول على شاشة التلفزيون ما تفكر فيه عن المرشحة لمنصب نائب الرئيس جيرالدين فيرارو، لكنها «تتماشى مع الأغنياء». بعد أن تلقت بوش انتقادات بسبب هذا التعليق، قال أنها لم تكن تنوي إهانة فيرارو.
في عام 1988 أعلن نائب الرئيس بوش ترشحه لمنصب الرئيس خلفًا للرئيس ريغان المحدودة مدة ولايته. بحلول هذا الوقت، شهدت باربرا حملتين رئاسيتين، بل وفُتحت لها آفاق جديدة عندما أصبحت زوجة المرشح الثالث التي تتحدث في مؤتمر الحزب الوطني الذي رشح زوجها (بعد إليانور روزفلت في عام 1940، وبات نيكسون في عام 1972). وعدت الناخبين بأنها ستكون سيدة أولى تقليدية وقامت بحملة نشطة من أجل زوجها. ركزت الحملة في بعض الأحيان على عائلة بوش الكبيرة، وقارنتها مع السيدة الأولى الحالية، نانسي ريغان، من خلال تسليط الضوء على اهتمامها بالمواد الأساسية الداخلية مثل الكنيسة، والبستنة، والوقت الذي تقضيه مع العائلة مع التركيز بشكل أقل على أسلوب الأناقة والموضة، لفتت الانتباه إلى شعرها الأبيض الشهير وعدم اهتمامها بارتداء ملابس المصممين. تجنبت بشكل عام مناقشة القضايا السياسية خلال الحملة، لا سيما تلك التي اختلفت بشأنها هي وزوجها، وأفاد المشاركون عن كثب في الحملة أنها شاركت بنشاط في إستراتيجية الحملة. انتخِب بوش في نوفمبر 1988 وأدى اليمين في 20 يناير 1989.

## وفاتها
توفيت باربرا بوش في يوم 17 أبريل 2018 في هيوستن تكساس بعد صراع طويل مع المرض عن عمر يناهز 92 عاماً.
وكانت باربرا بوش تعاني من مرض الانسداد الرئوي المزمن وفشل القلب الاحتقاني، وقبيل الوفاة أصدر مكتب الرئيس الأمريكي الأسبق جورج بوش الأب بيانا، أكد فيه أن باربرا في حالة صحية «متردية» وأنها قررت الكف عن السعي لعلاج طبي.

## وصلات خارجية
- باربرا بوش على موقع IMDb (الإنجليزية)
- باربرا بوش على موقع الموسوعة البريطانية (الإنجليزية)
- باربرا بوش على موقع مونزينجر (الألمانية)
- باربرا بوش على موقع إن إن دي بي (الإنجليزية)
- باربرا بوش على موقع ديسكوغز (الإنجليزية)
- باربرا بوش على موقع قاعدة بيانات الفيلم (الإنجليزية)
- السيرة الذاتية لباربرا بوش على الموقع الرسمي للبيت الأبيض (بالإنجليزية)